# Bensonhurst (Brooklyn)
Bensonhurst es un barrio residencial situado en la sección suroeste del distrito de Brooklyn de la ciudad de Nueva York (Estados Unidos). El vecindario limita al noroeste con 14th Avenue; al nordeste, con 60th Street; al sudeste, con Avenue P y 22nd Avenue (Bay Parkway); y al suroeste, con 86th Street. Se encuentra junto a los vecindarios de Dyker Heights al noroeste, Borough Park y Mapleton al noreste, Bath Beach al suroeste y Gravesend al sureste.
En Bensonhurst hay varios enclaves étnicos importantes. Tradicionalmente, se la conoce como la Little Italy de Brooklyn, debido a su gran población italoestadounidense. Bensonhurst también tiene la mayor población de residentes nacidos en China y Hong Kong de todos los barrios de la ciudad de Nueva York y ahora alberga el segundo barrio chino de Brooklyn. El barrio representa el 9,5% de los 330 000 residentes de la ciudad nacidos en China, según datos de 2007 a 2011.
Bensonhurst forma parte del distrito 11 de la comunidad de Brooklyn y sus códigos postales principales son 11204 y 11214. Es patrullado por el Recinto 62 del Departamento de Policía de la Ciudad de Nueva York. Políticamente está representado por los Distritos 43, 44 y 47 del Consejo de la Ciudad de Nueva York.

## Etimología e historia

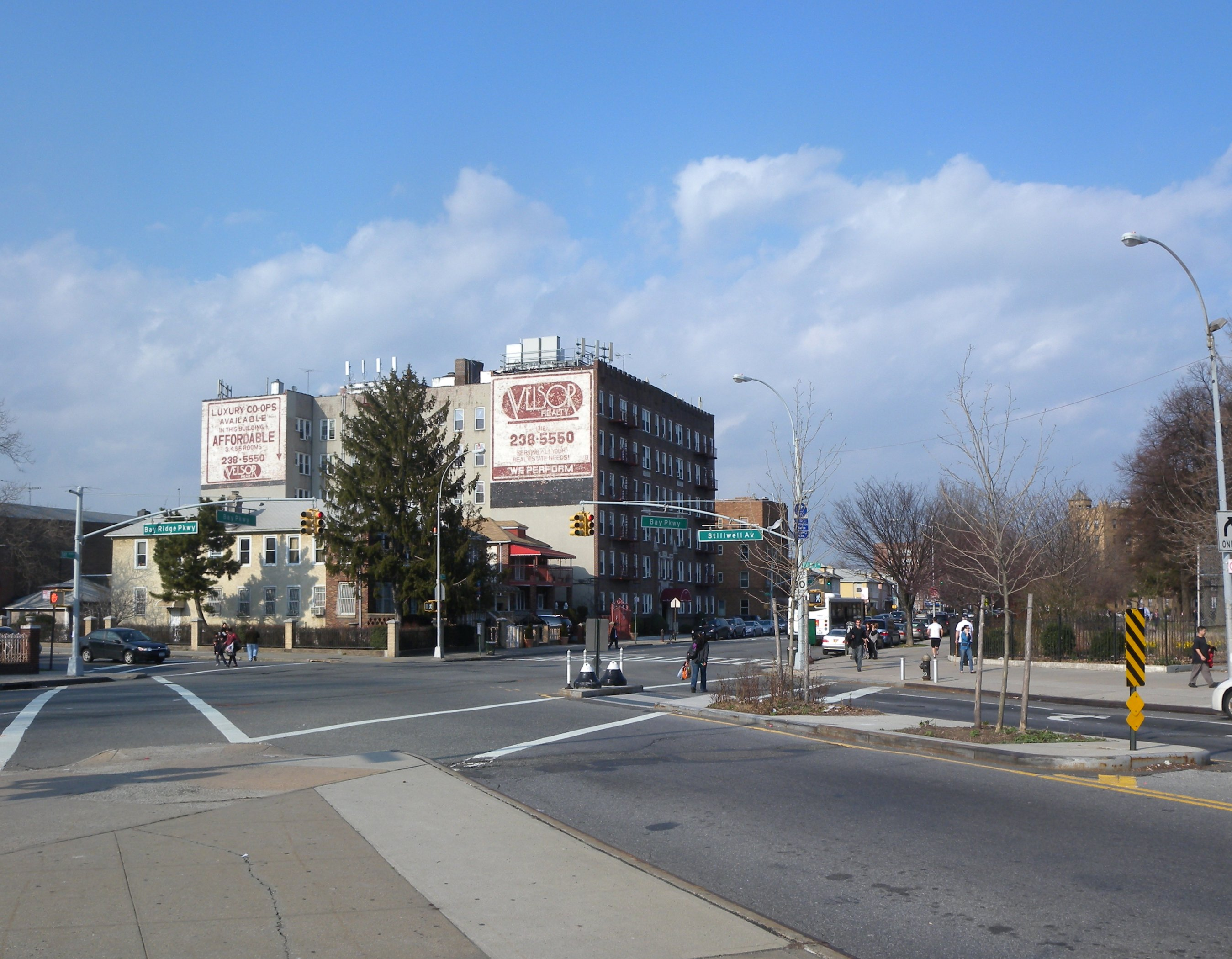
Avenida Stillwell en Bay Parkway y Bay Ridge Parkway

Bensonhurst toma su nombre de Egbert Benson (1789–1866), cuyos hijos y nietos vendieron sus tierras a James D. Lynch, un promotor inmobiliario de Nueva York. Lynch compró las antiguas tierras de cultivo de la familia Benson a mediados de la década de 1880 y, en 1888, comenzó a vender lotes privados en una zona denominada Bensonhurst-by-the-Sea, ahora Bath Beach. La primera venta de terrenos en el área "The New Seaside Resort" se anunció en la edición del 24 de julio de 1888 del Brooklyn Daily Eagle.
A mediados del siglo XX, Bensonhurst se desarrolló como un enclave italiano y judío. A pesar de la ola de desarrollo comercial que se dio en la década de 1980, para entonces algunos terrenos habían permanecido sin desarrollar. A principios de la década de 2000, se estaban construyendo condominios en Bensonhurst y se había convertido en una comunidad diversa de residentes chinos, italianos, mexicanos, del Medio Oriente y rusos. El vecindario, junto con los vecindarios contiguos, se ha denominado "el barrio chino de Brooklyn".

## Demografía
Según los datos del censo de Estados Unidos de 2010, la población combinada de Bensonhurst West y Bensonhurst East era de 151 705, un aumento de 8499 (5,9 %) de los 143 206 contados en 2000. Con una superficie de 765 ha, el barrio tenía una densidad de población de 18 700 hab./km2.
La composición racial del vecindario era la siguiente: 73 933 blancos (48,7 %); 54 099 asiáticos (35,7 %); 1081 afroamericanos (0,7 %); 121 nativos americanos (0,1 %); 38 isleños del Pacífico (menos del 0,1 %). 319 personas pertenecían a otras razas (0,2 %), y 1.831 se identificaban con dos o más razas (1,2%). Los hispanos de cualquier raza constituían el 13,4% de la población (20 283 personas).
La Junta Comunitaria 11 en su totalidad tenía 204 829 habitantes según el Perfil de Salud Comunitario de 2018 de NYC Health, con una esperanza de vida promedio de 83,8 años. : 2, 20 Esto es más alto que la expectativa de vida promedio de 81.2 para todos los vecindarios de la ciudad de Nueva York. : 53 (PDF p. 84)  La mayoría de los habitantes son adultos y jóvenes de mediana edad: el 20% tiene entre 0 y 17 años, el 31% entre 25 y 44 y el 26% entre 45 y 64. La proporción de residentes en edad universitaria y de edad avanzada fue menor, con un 8 % y un 15 %, respectivamente. : 2 
A fecha de 2016, el ingreso familiar promedio en el Distrito Comunitario 12 era de 53 493 dólares. En 2018, aproximadamente el 23 % de los residentes de Bensonhurst vivían en la pobreza, en comparación con el 21 % en todo Brooklyn y el 20 % en toda la ciudad de Nueva York. Menos de uno de cada diez residentes (8 %) estaba desempleado, en comparación con el 9 % en el resto de Brooklyn y la ciudad de Nueva York. La carga del alquiler, o el porcentaje de residentes que tienen dificultades para pagar el alquiler, es del 52 % en Bensonhurst, casi lo mismo que las tasas del 52 % y el 51 % en toda la ciudad y el condado, respectivamente. Según este cálculo, a 2018, Bensonhurst se considera de bajos ingresos y no se está gentrificando en relación con el resto de la ciudad. : 7 
Según los datos del censo de 2020 del Departamento de Planificación Urbana de la Ciudad de Nueva York, había 46 000 residentes asiáticos superando a los restantes residentes blancos de 30 000 a 39 999 por primera vez en la historia. La población hispana también ha crecido significativamente entre 10 000 y 19 999 residentes.

## Enclaves étnicos

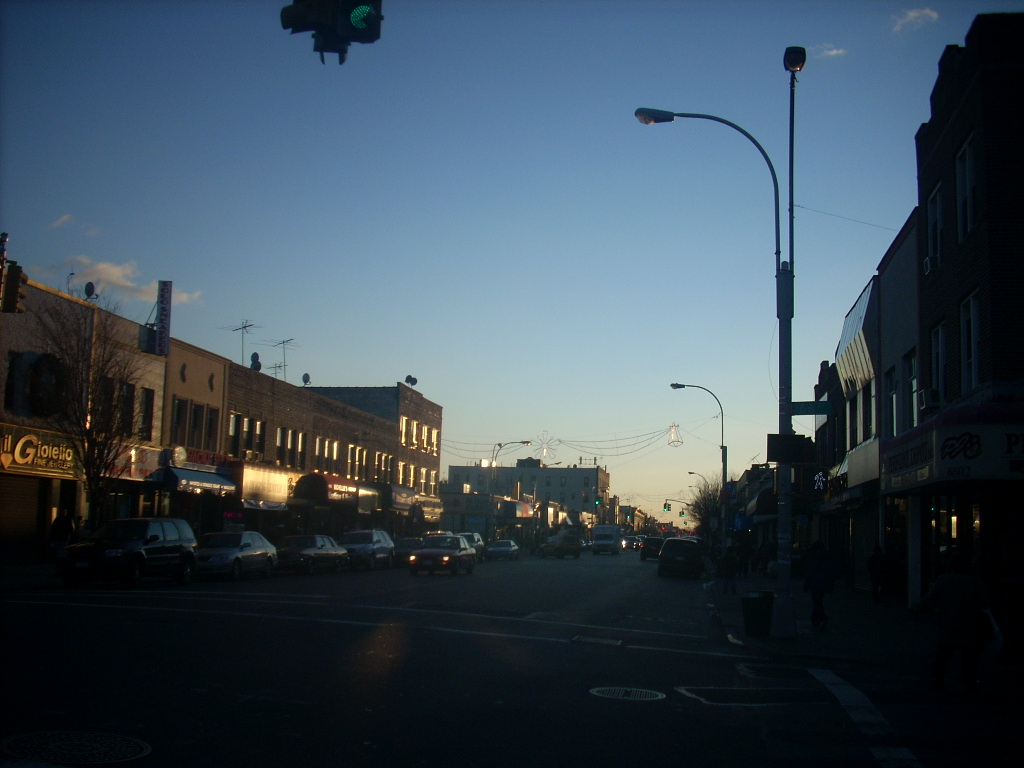
Avenida 18 y Calle 66

A principios del siglo XX, muchos inmigrantes italianos y judíos se mudaron al vecindario y, antes de la Segunda Guerra Mundial, el vecindario era igualmente judío e italiano. En la década de 1940 llegó una afluencia de inmigrantes del sur de Italia, dejando el área predominantemente italiana. Tradicionalmente, la mayoría de los italianos de la zona vivían en pequeños edificios de apartamentos centrados alrededor del corredor de Bay Parkway, mientras que los judíos vivían principalmente en casas particulares.
Alrededor de 1989, comenzó a llegar una afluencia de inmigrantes de China y de la antigua URSS, principalmente del sur de China, Rusia, Ucrania y Armenia. En la década de 2000, Bensonhurst creció rápidamente en diversidad cultural. En Bensonhurst viven muchos estadounidenses de etnia polaca, ucraniana, rusa, albanesa, griega, georgiana, uzbeka, árabe, egipcia, libanesa, paquistaní, mexicana y guatemalteca.
En 2000, el Departamento de Planificación Urbana de la Ciudad de Nueva York determinó que poco más de la mitad de los residentes habían nacido en otro país. Para 2013, el entonces alcalde Michael Bloomberg anunció que la población nacida en el extranjero de la ciudad había alcanzado un récord y que Bensonhurst tenía el segundo número más alto de personas nacidas en el extranjero de la ciudad con 77 700 inmigrantes nacidos en el extranjero en el vecindario, justo después de Washington Heights.

### Little Italy

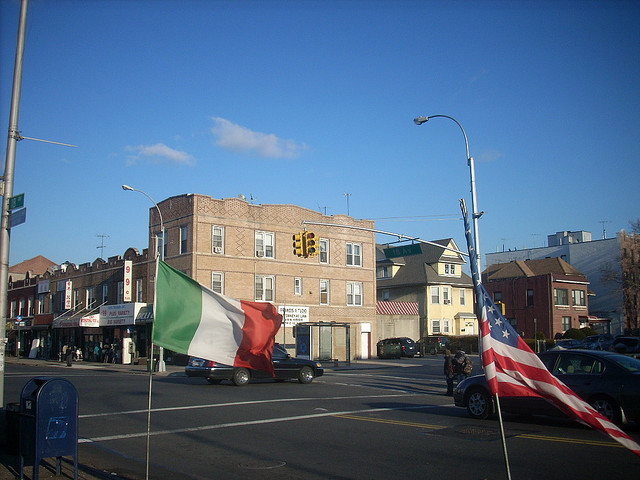
Avenida 18 y Bay Ridge Parkway

Con una gran población italoestadounidense, Bensonhurst suele considerarse la principal "Italy" de Brooklyn. La comunidad de habla italiana tenía más de 20 000 miembros en el censo de 2000. Sin embargo, la comunidad de habla italiana se está volviendo "cada vez más anciana y aislada, con el pequeño y unido enclave de la ciudad desapareciendo lentamente a medida que dan paso a los cambios demográficos".
Su vía principal, 18th Avenue (también conocida como Cristoforo Colombo Boulevard) entre aproximadamente 60th Street y Shore Parkway, está llena de pequeñas empresas familiares italianas, muchas de las cuales han permanecido en la misma familia durante varias generaciones. 86th Street es otra vía local popular, ubicada debajo de la línea elevada BMT West End. A pesar de los cambios demográficos en los últimos años, Bensonhurst alberga una de las comunidades de habla italiana más grandes fuera de Italia y alberga las comunidades de habla siciliana y napolitana más grandes fuera de Sicilia y Nápoles, respectivamente.
La Festa di Santa Rosalia anual (comúnmente conocida como "la Fiesta" entre los lugareños), se lleva a cabo en 18th Avenue desde Bay Ridge Parkway (75th Street) hasta 66th Street a fines de agosto o principios de septiembre. "The Feast" es presentada por Franco Corrado, un residente y comercializador de Bensonhurst, así como por la Sociedad Santa Rosalía, en 18th Avenue. Nacido en Roma en 1955, Corrado ha sido un miembro social activo de la comunidad italoestadounidense durante los últimos 20 años. Rosalía de Palermo es la patrona de la ciudad de Palermo y a veces es venerada como patrona de toda la isla de Sicilia. La celebración anual de fin de verano atrae a miles de personas. Bensonhurst también alberga un desfile del Día de la Raza.
Al igual que la Little Italy del Bajo Manhattan, la Little Italy de Bensonhurst y su población ítalo-estadounidense están disminuyendo, con la rápida expansión de su barrio chino y la población china.

### Little Hong Kong/Little Guangdong

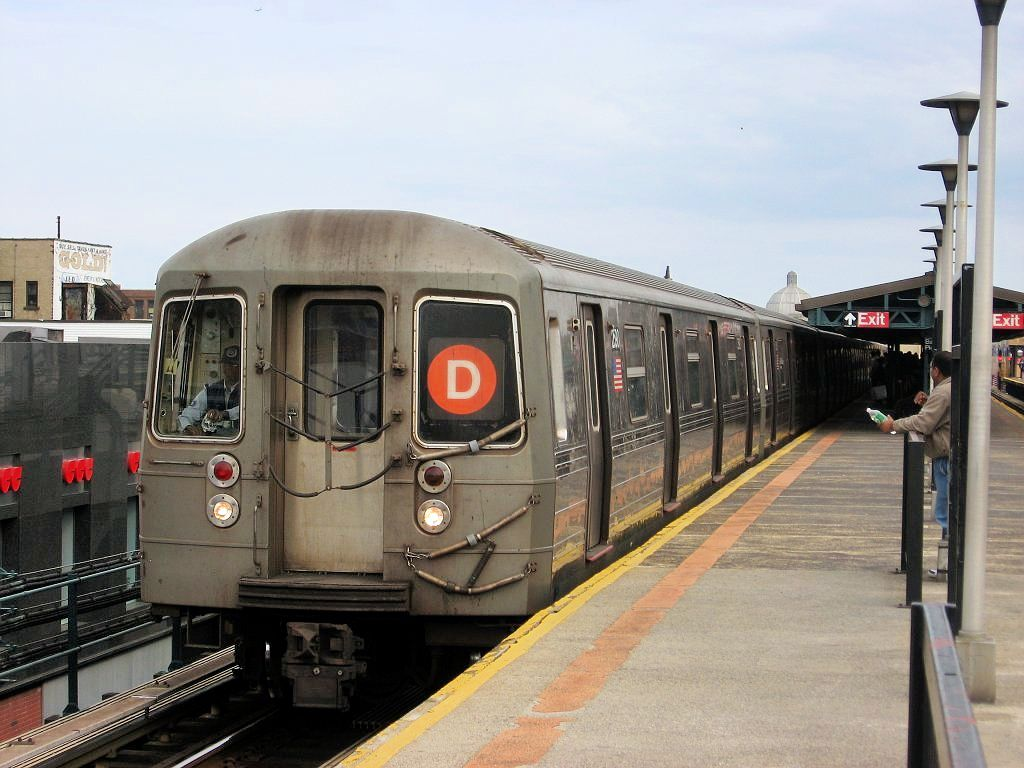
la D tren del sistema de metro de la ciudad de Nueva York conecta el barrio chino Bensonhurst de Brooklyn con el barrio chino de Manhattan.

Debajo de la línea West End, servida por la D tren a lo largo de 86th Street entre 18th Avenue y la intersección con Stillwell Avenue, es un pequeño barrio chino. Permanece entremezclado con residentes italianos, judíos y rusos, pero en la década de 2010, la mayoría de los nuevos negocios entre 18th Avenue y 25th Avenue han sido chinos. En la 86th Street hay cada vez más restaurantes chinos, incluido el restaurante chino 86 Wong (uno de los primeros negocios chinos establecidos en Bensonhurst), así como tiendas de comestibles, salones, panaderías y otros tipos de negocios chinos. El metro conecta directamente con el barrio chino de Manhattan, e indirectamente con el barrio chino de Sunset Park, que es servido por la N en la estación de la Octava Avenida.
Con la gran migración de los cantoneses y algunos fuceuvenses en Brooklyn ahora a Bensonhurst, así como la nueva inmigración china, también han comenzado a surgir otros grupos de negocios y residencias chinos en otras partes de Bensonhurst, como 18th Avenue y Bay Parkway, creando otros pequeños barrios chinos emergentes más recientes en Bensonhurst además del de la calle 86 bajo el tren D. Estos están conectados con el barrio chino de Sunset Park por el tren N.
Los enclaves chinos emergentes en secciones de Bensonhurst, y otro en Homecrest/Sheepshead Bay, están poblados principalmente por cantoneses y son más extensiones de la sección cantonesa occidental del barrio chino de Manhattan o Little Hong Kong/Little Guangdong o Cantonese Town. Sin embargo, también hay un pequeño número de hablantes de fuzhou y mandarín.
New World Shopping Center, con sede en Flushing, que posee y opera un supermercado chino llamado Jmart Supermarket dentro de su centro comercial, abrió una segunda sucursal de Jmart Supermarket en Bensonhurst en 2018. Es el supermercado de estilo asiático chino más grande del barrio. El Jmart está ubicado en un antiguo Waldbaum's.
La población china de Bensonhurst era de 31 658 en 2015, y esta población era principalmente de habla cantonesa de la provincia de Guangdong de China continental y Hong Kong. La mayoría de la población cantonesa de Brooklyn se concentra en Bensonhurst y está reemplazando lentamente al barrio chino de Manhattan como el centro cultural cantonés principal más grande de la ciudad de Nueva York, lo que hace que Bensonhurst se convierta cada vez más en la principal atracción para los inmigrantes cantoneses recién llegados a la ciudad de Nueva York con Homecrest/Sheepshead. Bay como una atracción secundaria más pequeña.
En 2011, el New York Daily News informó que la población china del barrio chino de Manhattan se redujo de 34 554 a 28 681 entre 2000 y 2010, y que continúa disminuyendo debido a la gentrificación que se está produciendo en el Bajo Manhattan, lo que ha estimulado el crecimiento creciente de nuevos barrios chinos. en Brooklyn incluso en Queens. A partir de la década de 2010, la población china actual en Bensonhurst ha crecido tanto que es suficiente para crear otro gran barrio chino que supere al barrio chino de Manhattan y sea casi tan grande como el barrio chino de Sunset Park. Sin embargo, a diferencia de Sunset Park, donde la comunidad china está muy concentrada, la comunidad china de Bensonhurst está dividida en varias secciones, como 18th Avenue, Bay Parkway y 86th Street.
La población asiática de Brooklyn, principalmente china, ha crecido sustancialmente en el área de Sunset Park, así como en Bensonhurst, Dyker Heights y Borough Park. Solo en Bensonhurst, entre 2000 y 2010, la población asiática aumentó en un 57 %. El estudio mostró que los asiáticos suelen vivir en casas divididas en apartamentos tipo estudio, lo que significa que la población asiática podría ser mayor que la indicada en los censos.
Según los datos del censo de Estados Unidos de 2020, la población asiática en Bensonhurst creció a 46 000, superando a la población asiática en Sunset Park de 31 000 y en el barrio chino original de Manhattan de 27 000. Bensonhurst tiene la tercera población asiática más grande de cualquier vecindario de la ciudad de Nueva York, detrás de Elmhurst con una población de más de 55 000 y Flushing con 54 000. Mientras que el barrio chino original en Manhattan vio una disminución en la población asiática, todos estos otros vecindarios han seguido experimentando aumentos de población asiática.
Por primera vez a partir de los datos del censo de 2020 del Departamento de Nueva York. De Urbanismo, la población asiática (46 000 residentes) en Bensonhurst ahora constituye una mayoría de más del 50% en el vecindario, superando ahora a la población blanca restante (30 000 a 39 999 residentes). Los vecindarios adyacentes cercanos de Gravesend tienen 26 700 residentes asiáticos y Dyker Heights tiene entre 20 000 y 29 999 residentes asiáticos y Bath Beach tiene entre 10 000 y 19 999 residentes asiáticos. La población asiática en el área de Dyker Heights/Bensonhurst/Gravesend/Bath Beach, en conjunto, representa aproximadamente alrededor de 102 700 residentes más o menos y sigue siendo principalmente de habla china.
Hay una pequeña cantidad significativa de residentes chinos vietnamitas integrados en la comunidad, particularmente al oeste de Bay Parkway yendo hacia Dyker Heights.
La traducción al chino define a Bensonhurst como 本森社区.

#### La comunidad de Hong Kong más grande de la ciudad de Nueva York
Bensonhurst y el vecindario cercano de Bath Beach tienen colectivamente la mayor concentración de inmigrantes de Hong Kong en la ciudad de Nueva York.

## Uso de la tierra y terreno
Muchas de las casas de Bensonhurst están adosadas o adosadas, aunque se pueden encontrar casas completamente separadas en el oeste, cerca de Dyker Heights. En su mayoría son casas del siglo XX hechas de ladrillo, estuco y piedra, con fachadas de revestimiento de aluminio. También hay grupos de edificios de apartamentos en todo el vecindario. Después de la rezonificación en la década de 2000, muchas casas unifamiliares cortas fueron demolidas y reemplazadas por edificios de apartamentos de ladrillo de tres pisos y condominios multifamiliares.
A veces se les llama "Casas Fedders " por sus distintivas fundas de aire acondicionado estándar. Entre 2002 y 2005, se aprobaron 1200 nuevas unidades de vivienda en Bensonhurst para acomodar a la creciente población, que incluye a muchos residentes nacidos en el extranjero. Con un aumento en los valores inmobiliarios del área, los propietarios de viviendas de mucho tiempo vendieron sus casas.

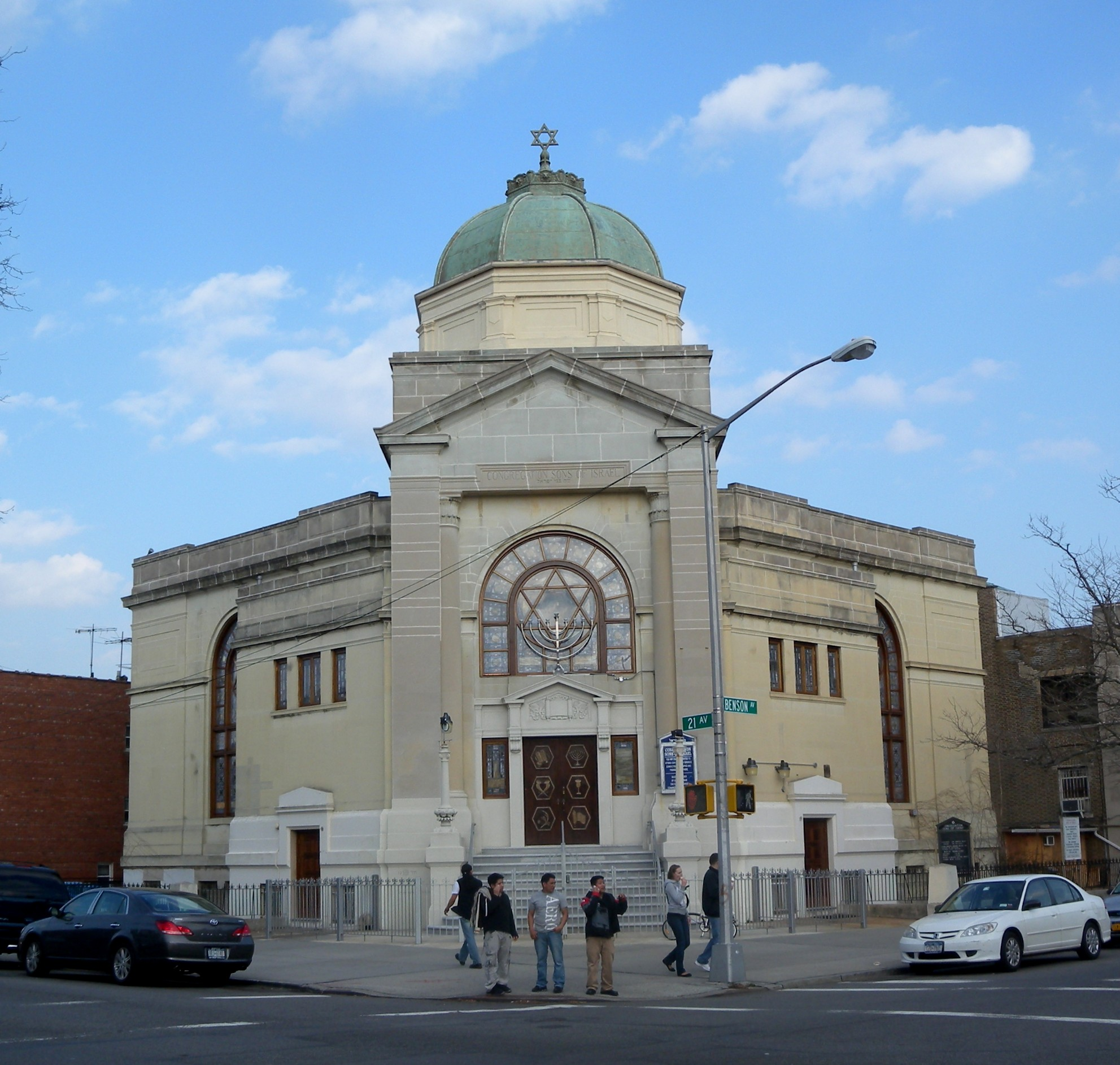
Sinagoga Hijos de Israel

Como no se utilizan designaciones oficiales de vecindarios en la ciudad de Nueva York, Bensonhurst no tiene límites oficiales. Aun así, partes de Bath Beach, Mapleton, Dyker Heights, Gravesend y Borough Park a veces se consideran partes de Bensonhurst. Sin embargo, Bensonhurst propiamente dicho incluye el área delimitada por 86th Street, 14th Avenue, 60th Street, McDonald Avenue, Avenue P, Stillwell Ave. y Bay Parkway.

## Policía
El Precinto 62 del Departamento de Policía de Nueva York está ubicado en 1925 Bath Avenue.
El Precinto 62 ocupó el cuarto lugar entre las 69 áreas de patrullaje más seguras para el crimen per cápita en 2010. Históricamente, Bensonhurst ha tenido menos delincuencia que otros vecindarios de Brooklyn, aunque su población mayoritariamente blanca y asiática ha hecho que el área sea susceptible a delitos por motivos raciales, como el asesinato de Yusef Hawkins en 1989.
En 2018, con una tasa de agresiones no mortales de 23 por cada 100 000 personas, la tasa de delitos violentos per cápita de Bensonhurst es menor que la de la ciudad en su conjunto. La tasa de encarcelamiento de 152 por cada 100 000 habitantes es inferior a la de la ciudad en su conjunto.: 8 
El Recinto tiene una tasa de delincuencia más baja que en la década de 1990, y los delitos en todas las categorías disminuyeron en un 87,4 % entre 1990 y 2018. El recinto reportó 2 asesinatos, 20 violaciones, 120 robos, 148 agresiones graves, 178 robos, 482 hurtos mayores y 67 hurtos mayores de automóviles en 2018.

## Bomberos
El Departamento de Bomberos de la Ciudad de Nueva York (FDNY) opera dos estaciones de bomberos en el área. Engine Co. 330/Ladder Co. 172 está ubicado en 2312 65th Street. Engine Co. 253 está ubicado en 2429 86th Street.

## Salud
A 2018, los partos prematuros y los partos de madres adolescentes son menos comunes en Bensonhurst que en otros lugares de la ciudad. En Bensonhurst, hubo 84 partos prematuros por cada 1000 nacidos vivos (en comparación con 87 por cada 1000 en toda la ciudad) y 12,5 nacimientos de madres adolescentes por cada 1000 nacidos vivos (en comparación con 19,3 por cada 1000 en toda la ciudad).: 11  Bensonhurst tiene una gran población de residentes que no tienen seguro o que reciben atención médica a través de Medicaid. En 2018, se estimó que esta población de residentes sin seguro era del 13 %, que es más alta que la tasa de toda la ciudad del 12 %.: 14 
La concentración de partículas finas, el tipo de contaminante del aire más mortífero, en Bensonhurst es de 0.007 miligramos por metro cúbico, inferior a los promedios de toda la ciudad y del condado. : 9 El dieciséis por ciento de los residentes de Bensonhurst son fumadores, que es más alto que el promedio de la ciudad del 14% de los residentes que son fumadores. : 13 En Bensonhurst, el 21 % de los residentes son obesos, el 12 % son diabéticos y el 16 % tienen presión arterial alta, en comparación con los promedios de toda la ciudad de 24 %, 11 % y 28 %, respectivamente. : 16 El 14 % de los niños locales son obesos, en comparación con el promedio de la ciudad del 20 %. : 12 
El noventa por ciento de los residentes come algunas frutas y verduras todos los días, lo que es un poco más alto que el promedio de la ciudad del 87%. En 2018, el 65 % de los residentes describió su salud como "buena", "muy buena" o "excelente", menos que el promedio de la ciudad del 78 %. : 13 Por cada supermercado en Bensonhurst, hay 27 bodegas. : 10 
El área de Bay Ridge/Dyker Heights/Bensonhurst no tiene hospitales. Sin embargo, el Coney Island Hospital, el NYU Langone Hospital – Brooklyn y el Maimonides Medical Center están ubicados en vecindarios cercanos. : 19–20 

## Oficinas de correos y códigos postales
Bensonhurst está cubierto por los códigos postales 11204 al norte de Bay Ridge Parkway y 11214 al sur de Bay Ridge Parkway. La estación Parkville del Servicio Postal de los Estados Unidos está ubicada en 6618 20th Avenue. Fue incluido en el Registro Nacional de Lugares Históricos en 1988. Otra oficina de correos, Bath Beach Station, está ubicada en 1865 Benson Avenue.

## Hitos
- Sinagoga Magen David

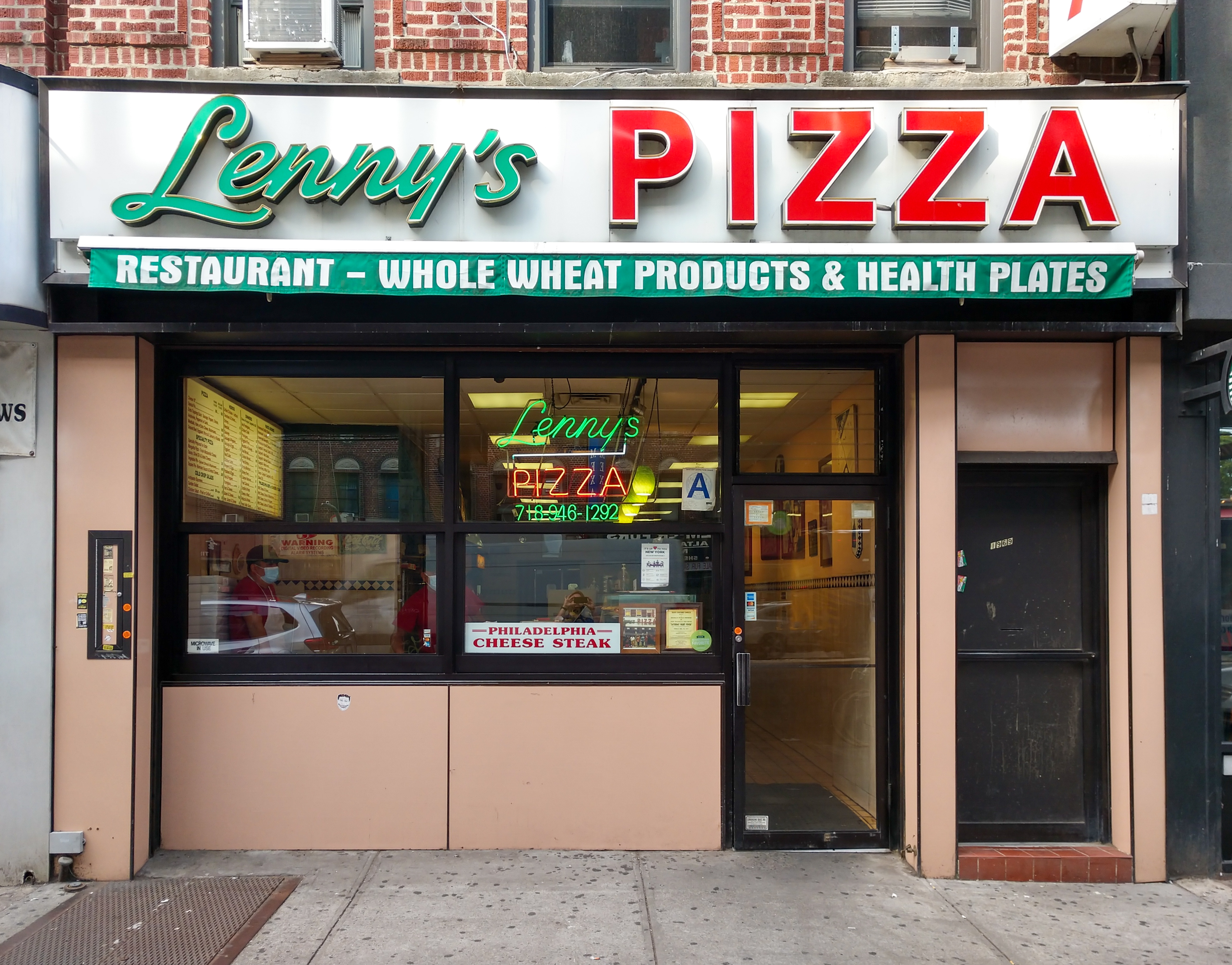
Lenny's Pizza

- La Iglesia Histórica de New Utrecht (que sirve a la comunidad desde 1677) es la cuarta Iglesia Reformada más antigua de América.
- Lenny's Pizza, que John Travolta hizo famoso en la secuencia de apertura de Fiebre del sábado por la noche, sigue funcionando.[64]

### Parques
- Milestone Park es un parque importante en el área de Bensonhurst. Contiene una réplica del marcador de milla de piedra arenisca más antiguo de la ciudad de Nueva York (el original se encuentra en la Sociedad Histórica de Brooklyn).[65]
- Parque Bensonhurst
- Adventurers Amusement Park, un pequeño parque de atracciones en el paseo marítimo

## Educación
Bensonhurst generalmente tiene una proporción más baja de residentes con educación universitaria que el resto de la ciudad a 2018. Mientras que el 36 % de los residentes mayores de 25 años tiene una educación universitaria o superior, el 26 % tiene menos de una educación secundaria y el 38 % se graduó de la escuela secundaria o tiene alguna educación universitaria. Por el contrario, el 40% de los habitantes de Brooklyn y el 38% de los residentes de la ciudad tienen educación universitaria o superior. : 6 El porcentaje de estudiantes de Bensonhurst que sobresalen en matemáticas ha ido en aumento, con un aumento del rendimiento en matemáticas del 50 por ciento en 2000 al 71 por ciento en 2011, aunque el rendimiento en lectura en el mismo período se mantuvo estable en un 52 %.
La tasa de absentismo de estudiantes de escuela primaria de Bensonhurst es más baja que la del resto de la ciudad de Nueva York. En Bensonhurst, el 12 % de los estudiantes de la escuela primaria faltaron veinte o más días por año escolar, en comparación con el promedio de la ciudad del 20 % de los estudiantes. : 24 (PDF p. 55)  : 6 El 85 % de los estudiantes de secundaria en Bensonhurst se gradúan a tiempo, más que el promedio de la ciudad del 75 % de los estudiantes. : 6 

### Escuelas
El Departamento de Educación de la Ciudad de Nueva York sirve a Bensonhurst.
La Diócesis de Brooklyn opera escuelas católicas en el municipio. La escuela Our Lady of Guadalupe en Bensonhurst fue apodada "OLG" en el vecindario. En 2012, la escuela tenía 217 estudiantes, pero para 2019 la matrícula era de 120. Ese año su saldo de fondos fue de $559,633 y su déficit fue de $215,377. Cerró en 2019.

### Bibliotecas
La Biblioteca Pública de Brooklyn (BPL) opera dos bibliotecas en Bensonhurst. La sucursal de Highlawn está ubicada en 1664 West 13th Street, cerca de la intersección con Kings Highway. La sucursal fue renovada en 2005-2006. A diferencia de la mayoría de las otras sucursales de BPL, contiene una sala de lectura circular con paredes multicolores.
La sucursal de New Utrecht está ubicada en 1743 86th Street, cerca de Bay 17th Street. Fue fundada en 1894 como Biblioteca gratuita de la ciudad de New Utrecht y se convirtió en una sucursal de BPL en 1901. El edificio actual se inauguró en 1956.

## Transporte

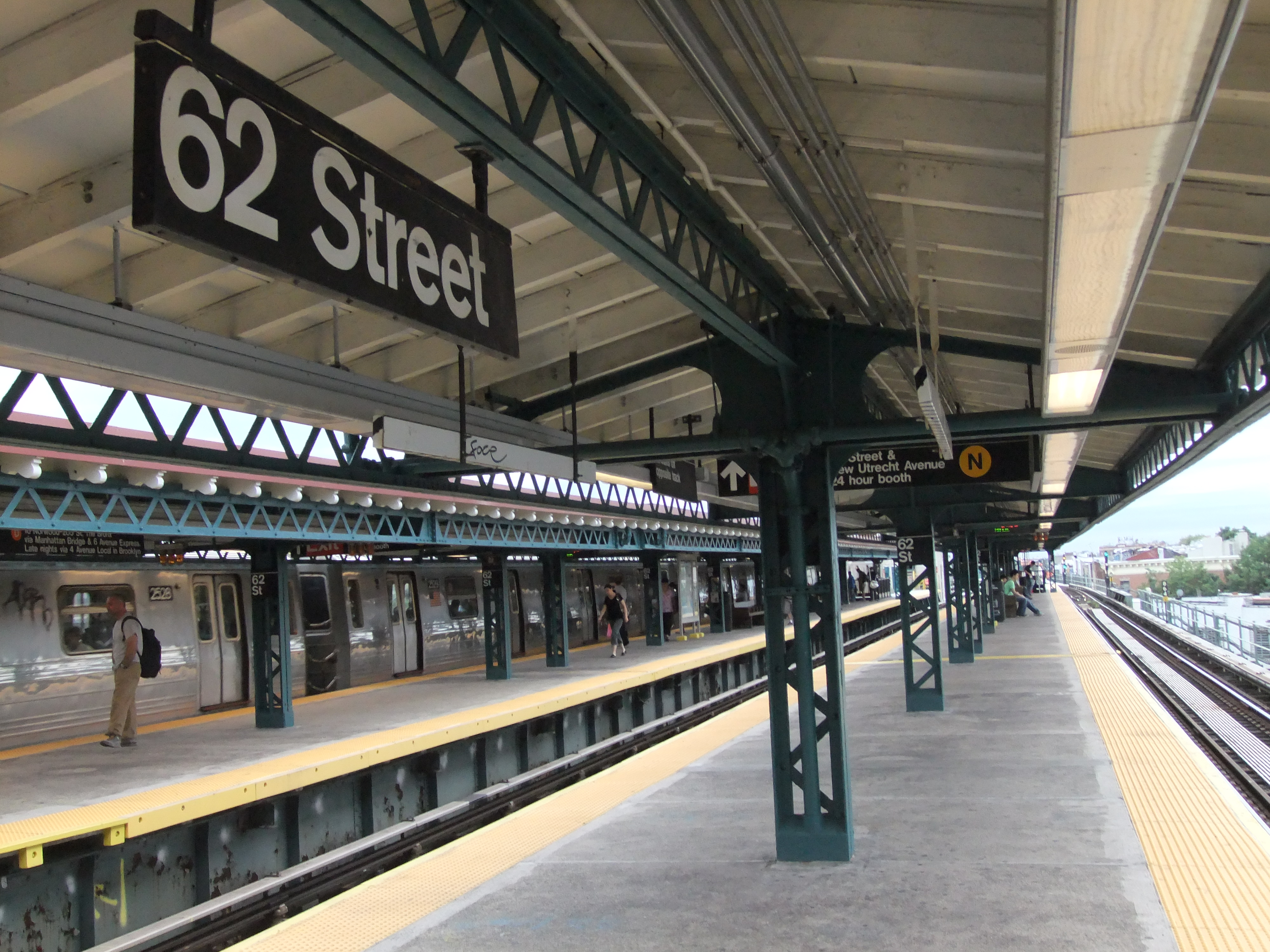
Los andenes de la estación de la calle 62

El vecindario está bien comunicado por el metro de la ciudad de Nueva York. la D tren, que se ejecuta en la línea BMT West End sobre 86th Street, proporciona una conexión directa con Grand Street en Manhattan. el N, que se ejecutan en la línea BMT Sea Beach cerca de 63rd Street, brindan una conexión directa con Canal Street. Esto proporciona viajes convenientes al barrio chino de Manhattan para la creciente población china de Bensonhurst.
La línea Sea Beach tiene una estación en la Octava Avenida en el barrio chino de Sunset Park en Brooklyn. Un transbordo a la línea West End está disponible en New Utrecht Avenue/62nd Street. La línea IND Culver a lo largo de McDonald Avenue, que lleva la F y < F trenes, atraviesa el extremo más al noreste de Bensonhurst entre las estaciones Bay Parkway y Kings Highway.
Las estaciones de metro en el vecindario incluyen:
- 62nd Street, 71st Street, 79th Street, 18th Avenue, 20th Avenue, Bay Parkway y 25th Avenue, en el tren D
- New Utrecht Avenue, 18th Avenue, 20th Avenue, Bay Parkway en el tren N
- Avenida N y Avenida P en los trenes F y < F > [25]

Las rutas de autobús B1, B3, B4, B6, B8, B9, B64, B82 y B82 SBS operan a través de Bensonhurst.

## En la cultura popular
Bensonhurst ha sido retratado con frecuencia en el cine, el arte y la literatura:
- Thomas Wolfe lo menciona en la década de 1930 en su relato corto "Only The Dead Know Brooklyn", conocido por estar escrito íntegramente en "brooklynés".
- Más tarde, en la década de 1950, Bensonhurst saltó a la fama gracias a la serie de televisión The Honeymooners.
- En la década de 1970, Welcome Back, Kotter se estableció aquí.
- Emitido entre 1991 y 1993 en la televisión CBS, el puente de Brooklyn se estableció aquí durante 1956 y 1957.
- Jungle Fever
- The Warriors
- The Bensonhurst Spelling Bee de Funny or Die con Kelly Ripa, presentó una parodia del concurso de ortografía, burlándose de los estereotipos de los italoestadounidenses.
- En un episodio de 1992 de Saturday Night Live, Joe Pesci, Julia Sweeney, Adam Sandler, Dana Carvey y Chris Rock aparecieron en un sketch llamado "Bensonhurst Dating Game", que mostraba a hombres italoestadounidenses ansiosos por cometer violencia racial en función de sus puntos de vista. del romance interracial.
- Se ha establecido que la villana de Batman, Harley Quinn, es de Bensonhurst y se va a casa a visitar a su familia para Navidad en Gotham City Sirens #7.[75]
- Varios personajes de la telenovela General Hospital, sobre todo Sonny Corinthos, crecieron en Bensonhurst.[76]
- The French Connection (1971) tuvo lugar a lo largo de la calle 86, sobre todo su famosa escena de persecución de automóviles.[77]
- Mob Wives filmó algunas escenas en Bensonhurst en el local de boxeo Evolution Boxing, donde Drita D'Avano es entrenada por Anthony Pezzolanti.
- La escena inicial de Saturday Night Fever presenta a John Travolta caminando por la calle 86 y comiendo en Lenny's Pizza.
- El personaje principal de la película Las aventuras de Ford Fairlane, interpretado por Andrew Dice Clay, es de Bensonhurst.[78]
- La banda estadounidense de rock alternativo Red Hot Chili Peppers filmó el video musical de su sencillo Go Robot de su álbum de 2016 The Getaway. El video musical se inspiró en la película Saturday Night Fever de 1977.
- El grupo estadounidense de hip hop Public Enemy usa la línea "Primero, nada peor, que el dolor de la madre de un hijo asesinado en Bensonhurst ", haciendo referencia al asesinato de Yusef Hawkins en 1989 en su canción "Bienvenido al Terrordome" de su álbum de 1990 Fear of a Black Planet
- El personaje titular de John Wick: Chapter 3 - Parabellum monta a caballo por la calle 86.[79]